# Suardi
Suardi är en ort och kommun i provinsen Pavia i regionen Lombardiet i Italien. Kommunen hade 612 invånare (2018).